# Saint-Cernin (Lot)
Saint-Cernin korábbi község Franciaországban, Lot megyében. Lakosainak száma 204 fő (2018. január 1.). Saint-Cernin Saint-Martin-de-Vers községgel határos.
2016. január 1-jén Saint-Martin-de-Vers korábbi községgel egyesült és az így létrejött Les Pechs du Vers új község része lett.

## Népesség
A település népessége az elmúlt években az alábbi módon változott:
| Lakosok száma | 249  | 230  | 183  | 149  | 167  | 195  | 188  | 310  | 203  | 204  |
|               | 1962 | 1968 | 1975 | 1990 | 1999 | 2008 | 2013 | 2016 | 2017 | 2018 |